# República da Macedônia nos Jogos Olímpicos de Verão de 1996
Macedônia participou dos Jogos Olímpicos de Verão de 1996 em Atlanta, Estados Unidos.